# 範德氏魮
範德氏魮（学名：Barbus vanderysti）為輻鰭魚綱鯉形目鯉科魮屬的其中一個種。該物種於1945年由Max Poll描述，主要分布於非洲剛果Kisantu地區，體長可達9.6公分。

## 扩展阅读
維基物種上的相關：範德氏魮